# Idel-Ural libre
Idel-Ural libre (en ruso: Свободный Идель-Урал, en tártaro: Азат Идел-Урал, en erzya: Олячив Рав-Уралонь) es un movimiento civil de los pueblos de la región del Volga, cuyo objetivo es obtener la independencia de las repúblicas de Mordovia, Chuvasia, Mari-El, Tataristán, Udmurtia, Baskortostán y crear una unión de integración de estas seis repúblicas con frontera y espacio económico comunes, y con un sistema de seguridad colectivo.

## Historia
El 26 de diciembre de 2017, uno de los líderes del movimiento nacional tártaro, Rafis Kasapov, condenado el 3 de septiembre de 2015 a 3 años de encarcelamiento en una colonia rusa por la crítica de la anexión de Crimea, fue liberado. A principios de febrero de 2018 salió a Ucrania, donde pronto conoció a un socio: un nativo de la Mordovia, militar jubilado, erzyano Sires Boliaen. 
El 21 de marzo Rafis Kasapov, Sires Boliean y un grupo pequeño de sus partidarios celebraron en Kiev una conferencia de prensa, en la que anunciaron la creación de un movimiento público "Idel-Ural libre".
Durante los primeros 5 meses de sus actividades, la organización no se pronunció desde una posición francamente separatista, sino declaró su lucha por la restauración de la soberanía real de las repúblicas de la región del Volga. Sin embargo, después de que la Duma estatal adopte la ley sobre el procedimiento del estudio de las lenguas nativas en las instituciones de educación general, según la cual las lenguas estatales de las repúblicas se eliminaron de la parte obligatoria del plan de estudios, "Idel-Ural libre" cambió el propósito de sus actividades.
El 25 de julio de 2018, "Idel-Ural libre" dijo que busca construir en el futuro estados democráticos nacionales independientes: Erzya-Moksania, Chuvasia, Mari El, Tatarstan, Udmurtia y Baskortostán. Al mismo tiempo, el Movimiento hizo hincapié en que soporte exclusivamente los métodos de resistencia no violentos. En unos días, los medios rusos informaron que se había iniciado una nueva causa penal contra el cofundador del movimiento, Rafis Kasapov, por la publicación en Internet de materiales que propagaban la hostilidad por motivos de raza, nacionalidad, idioma o religión.

## Ideología
"Idel-Ural libre" se posiciona como un movimiento social y político de masas basado en los principios de la democracia y el humanismo. El propósito es construir en el futuro estados democráticos nacionales independientes: Erzya-Moksania, Chuvasia, Mari El, Tatarstan, Udmurtia y Baskortostán. Los principales objetivos de la organización son la lucha por la implementación de los derechos sociales, culturales y religiosos de los pueblos de Erzya, Moksa, Chuvas, Mari, Tártaros, Udmurtos y Bashkiros.